# Sultan Ezid-templet
Sultan Ezid-templet är ett yazidiskt tempel beläget i Tbilisi, Georgiens huvudstad.

## Arkitektur

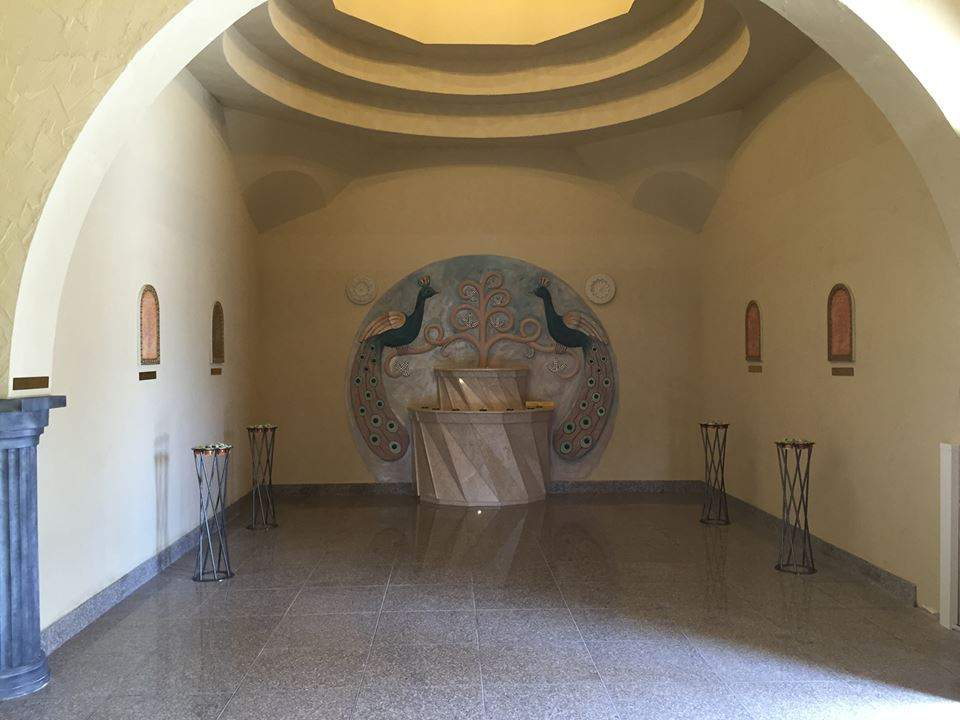
interiörer

Templet är modellerat efter Lalish-templet, det heligaste yaziditemplet i Irak  och har en enda spira och kala väggar på utsidan, liknande Lalish-templet.  Lokalen innehåller också en pyramidformad glasbyggnad där kurser i yazidisk religion och historia, samt georgiska och kurdiska språk, undervisas. 

## Historia
Templet öppnades i juni 2015 och har fått sitt namn efter Sultan Ezid, en helig gestalt inom den yazidiska tron. Det är byggt på mark som donerades av den georgiska regeringen år 2009. Byggprojektet inleddes år 2012 och finansierades av lokala affärsmän.  När templet invigdes 2015 var det det andra yazidiska templet utanför Irak.
Yazidier är en av de etniska minoriteterna i Georgien. De utövar en urgammal monoteistisk religion som innehåller inslag från flera olika traditioner, bland annat kristendom, hinduism, judendom, sufism och zoroastrism samt element av soldyrkan. Yazdanismen erkändes officiellt i Georgien först år 2011.